# 카이세리스포르
카이세리스포르(튀르키예어: Kayserispor)는 튀르키예의 축구 클럽으로 카이세리에 연고를 두고 있다. 클럽의 이전 명칭은 카이세리 에르지예스스포르인데 2004년 7월 9일에 명칭을 현재의 명칭으로 바꾸고 새로운 클럽으로 탄생하였다. 클럽의 리그 최고 순위는 쉬페르리그 2005-06, 2006-07, 2007-08시즌의 5위이다.

## 역사
카이세리스포르는 카이세리 엠니예트스포르 (Kayseri Emniyetspor)라는 이름으로 1966년 창단되었다. 1975년엔 카이세리귀쥐 (Kayserigücü)로 변경하였고, 1989년엔 카이세리 에르지예스스포르 (Kayseri Erciyesspor)로, 1992년엔 뷔위크셰히르 벨레디예 에르지예스스포르 (Büyükşehir Belediye Erciyesspor)로, 1994년에는 멜리크가지 벨레디예스포르 (Melikgazi Belediyespor)로, 1999년엔 하킬라르 에르지예스스포르 (Hacılar Erciyesspor)로, 2001년에는 에르지예스스포르 (Erciyesspor)로 바뀌었다가 2004년에 현재의 명칭으로 바꾸고 새로운 클럽으로 탄생하였다.

## 역대 성적
- 터키 컵 : 1
- ㅊ스 1회

2008
- UEFA 인터토토컵 : 1

2006

## 선수 명단

### 현역
참고: FIFA 자격 규정에 따라 소속된 국가대표팀 국기를 표시합니다. 선수는 복수의 FIFA 비회원국 국적을 가지고 있을 수 있습니다.
| 번호 | 포지션 | 국적     | 이름                      |
| ---- | ------ | -------- | ------------------------- |
| 3    | DF     | 가나     | 조셉 아타마               |
| 4    | DF     |          | 디미트리오스 콜로베치오스 |
| 6    | MF     | 이란     | 알리 카리미               |
| 10   | MF     | 모로코   | 메흐디 부라비아           |
| 13   | FW     | 카메룬   | 스테판 바호켄             |
| 25   | GK     |          | 빌랄 바야짓               |
| 33   | DF     | 튀르키예 | 하산 알리 칼드름          |

| 번호 | 포지션 | 국적 | 이름 |
| ---- | ------ | ---- | ---- |

## 역대 감독
| 감독                  | 임기      |
| --------------------- | --------- |
| 토나즈 트르판         | 1985~1986 |
| 쇼타 아르벨라제       | 2010~2012 |
| 로베르트 프로시네치키 | 2012~2013 |
| 도밍구스 파시엔시아   | 2014      |
| 로베르트 프로시네치키 | 2019~2020 |
| 단 페트레스쿠         | 2021      |
| 부라크 이을마즈       | 2024      |
| 시난 칼로글루         | 2025~     |